# Industrie chapelière de la vallée de l'Aude
 (janvier 2025).
La chapellerie est une industrie manufacturière traditionnelle de la haute vallée de l'Aude, et notamment de la commune d'Espéraza, située dans le département français de l'Aude. Cette activité repose sur la fabrication de couvre-chefs, notamment les chapeaux en feutre.

## Histoire
La production de chapeaux est attestée dans le secteur de Quillan dès le XVIIIe siècle. On attribue à des soldats de la Révolution de Bugarach, faits prisonniers en Silésie, l'acquisition du savoir-faire du feutre et du modelage des chapeaux, qu'ils rapportent après leur libération à la suite du traité de Lunéville en 1801.
La matière première provient d'abord des moutons du massif des Corbières avant que ne soit importée de la laine de mérinos.

### Essor
L'industrie du chapeau se développe au XIXe siècle dans la partie supérieure de la vallée de l'Aude, dans le secteur d'Espéraza, à partir d'une tradition artisanale. En 1929, Espéraza accueille 16 usines, qui exportent annuellement 9 millions de produits dans le monde, constituant le deuxième pôle mondial de production après l'Italie.

### Déclin et renouveau
La crise des années 1930 et les changements de mode mettent à mal l'équilibre de la chapellerie audoise. Le volume des exportations diminue fortement dans les années 1950. En 1956, seules deux usines demeurent en activité, à Montazels et Couiza. Dans les années 1960, une reconversion vers la production de matières plastiques échoue. Seule la chapellerie de Quillan réussit sa reconversion en Formica, qui poursuit son activité jusqu'en 2004.
La dernière usine de la région, « Chapeaux de France », basée à Montazels, ferme en 2018. Elle rouvre toutefois sous une forme coopérative l'année suivante. Disposant d'un statut de société coopérative d'intérêt collectif, cette entreprise, Montcapel, se spécialise dans le haut-de-gamme,.
Depuis 1992, un musée établi à Espéraza retrace l'histoire de cette activité et en décrit les métiers et gestes.